# Ацетат диспрозия(III)
Ацетат диспрозия(III) — неорганическое соединение, 
соль диспрозия и уксусной кислоты с формулой Dy(CH3COO)3,
жёлтые кристаллы,
растворяется в воде,
образует кристаллогидрат.

## Физические свойства
Ацетат диспрозия(III) образует жёлтые кристаллы.
Растворяется в воде, 
не растворяется в этаноле.
Образует кристаллогидрат состава Dy(CH3COO)3•4H2O.